# وانغ هان
وانغ هان (بالصينية: 王涵) هي غطاسة صينية، ولدت في 24 يناير 1991 في باودينغ في الصين.

## وصلات خارجية
- وانغ هان على موقع الاتحاد الدولي للسباحة (الإنجليزية)
- وانغ هان على موقع قاعدة بيانات الغوص IAT (الألمانية)
- وانغ هان على موقع اللجنة الأولمبية الدولية (الإنجليزية)
- وانغ هان على موقع أوليمبيديا (الإنجليزية)
- وانغ هان على موقع اللجنة الأولمبية الصينية (الإنجليزية)